# Сертифікат безпечності матеріалу

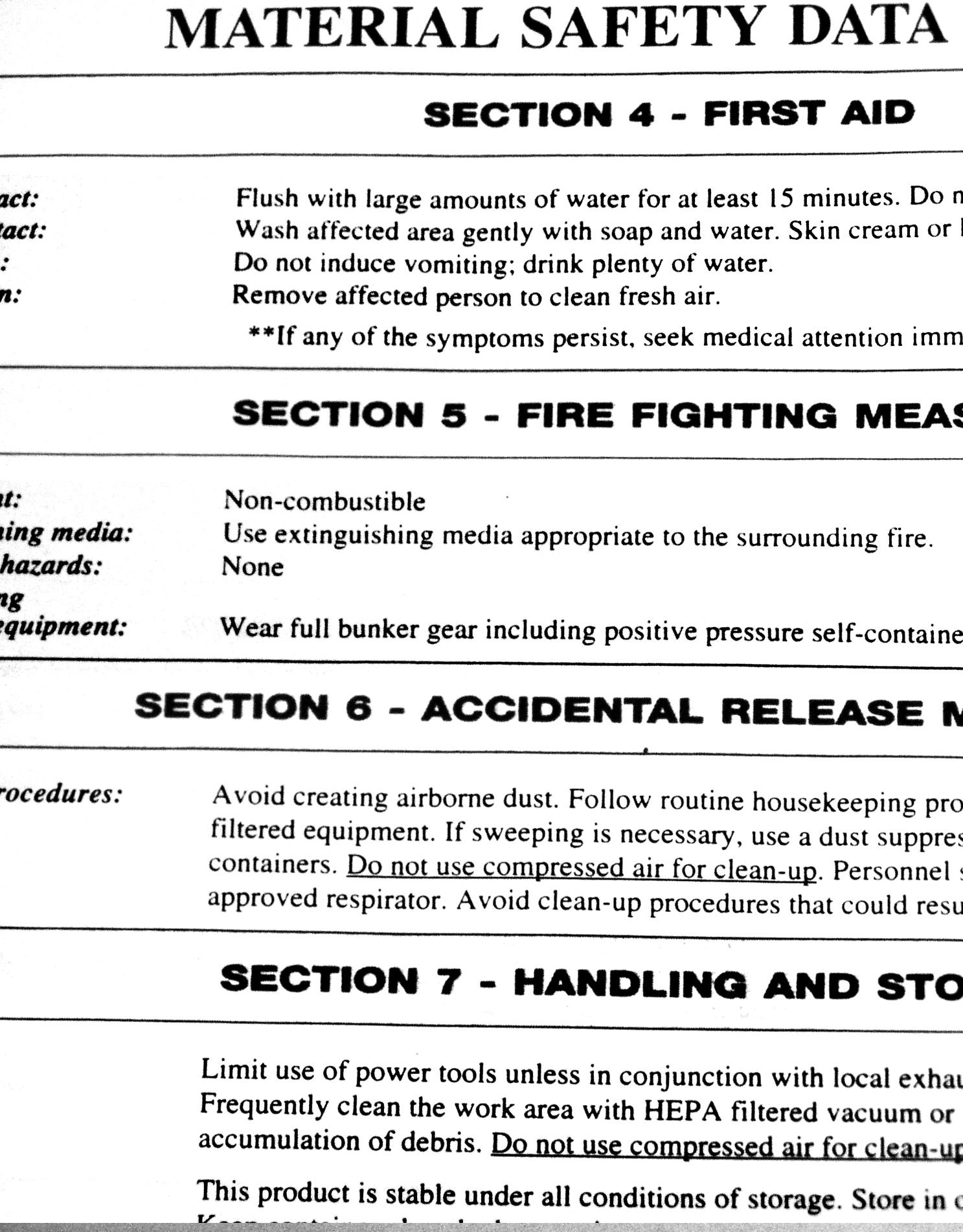
Витяг з анголомовного MSDS

Сертифіка́т безпе́чності матеріа́лу (англ. material safety data sheet, MSDS, нім. Sicherheitsdatenblatt, фр. Fiche de données de sécurité) — форма, що містить інформацію про властивості конкретної речовини та правила поводження з нею. У Європейському союзі та США MSDS є важливим компонентом охорони праці. Сертифікат використовується для забезпечення працівників і технічного персоналу інформацією про порядок безпечного поводження з речовинами.
Сертифікат безпечності містить інформацію про фізичні характеристики речовини (температура плавлення, температура кипіння, температура займання тощо), токсичність, вплив на здоров'я, способи надання першої допомоги, хімічної активності, умови зберігання, переробки, використання захисного спорядження та спецзасобів, процедури знешкодження.
Конкретні форми Сертифікатів безпечності матеріалу (MSDS) можуть відрізнятися залежно від джерела його походження.